# Free Mobile
Free Mobile — французский поставщик беспроводных услуг, входящий в группу Iliad. Стал четвёртым оператором мобильной связи, получившим столичную французскую лицензию 3G в 2009 году. Также получил лицензию 4G в 2011 году. Начал работу в 2012 году.
Free Mobile предоставляет услуги беспроводной связи 15 миллионам абонентов по состоянию на конец 2023 года года.